# Earias roseifera
Earias roseifera är en fjärilsart som beskrevs av Butler 1881. Earias roseifera ingår i släktet Earias och familjen trågspinnare. Inga underarter finns listade i Catalogue of Life.